# Estigmene packardii
Estigmene packardii är en fjärilsart som beskrevs av Schaup. 1882. Estigmene packardii ingår i släktet Estigmene och familjen björnspinnare. Inga underarter finns listade i Catalogue of Life.